# Сейсмічність Сербії
Територія Сербії — характеризується підвищеною сейсмічністю.

## Загальна характеристика
Сербія розташована в області Середземноморського геосинклінального поясу на території молодих гірських утворень — альпід. Рельєф Сербії досить різноманітний. Рівнини на півночі у Воєводині переходять у стародавні гори на південному сході. У центральній Сербії переважають пагорби і низькі гори. Гори займають більшу частину Середньої Сербії та Косова. 15 гірських вершин в Сербії мають висоту понад 2000 м над рівнем моря. Окрім інтенсивної мікросейсмічної активності (1,0<M≤3,0), на території Сербії реєструються досить часті землетруси невеликої (3,0<M≤5,0) та середньої сили (5,0<M≤7,0).

## Землетруси XXI століття

### 2006
21 листопада в центральній частині Сербії стався сильно відчутний за (шкалою інтенсивності МSK-64) землетрус магнітудою 4,9 бала (за шкалою Ріхтера). За даними республіканського Інституту сейсмології, епіцентр землетрусу був приблизно за 16 км від міста Парачин, розташованого за 100 км на південь від столиці Сербії міста Белграда. За кілька секунд після першого підземного поштовху, сталося ще два, але значно меншої інтенсивності. Землетрус відчувався у великих містах центральної та східної Сербії, зокрема в Парачині, Смедерєво, Ніші, Крушевці.

### 2008
15 лютого в Сербії стався сильно відчутний (за шкалою інтенсивності МSK-64) землетрус силою 4,5 бала (за шкалою Ріхтера). Епіцентр землетрусу був поблизу міста Чачак, що за 150 км від міста Белграда. За повідомленням агентства Associated Press, підземні поштовхи призвели до перебоїв в енергопостачанні та паніки серед місцевого населення.

### 2010
3 листопада, згідно з повідомленням агентства Associated Press, у Сербії стався помірний (за шкалою інтенсивності МSK-64) землетрус магнітудою 5,3 бала (за шкалою Ріхтера). За даними Геологічної служби США (USGS), епіцентр землетрусу був поблизу околиць міста Кралєво, що за 125 км на південь від міста Белграда. У місті були зруйновані деякі споруди, половина мешканців залишилася без електрики і водопостачання.

### 2011
14 січня в центральній частині Сербії стався помірний (за шкалою інтенсивності МSK-64) землетрус магнітудою 5,4 бала (за шкалою Ріхтера). Епіцентр землетрусу був поблизу міста Кралєво. Підземні поштовхи відчувалися майже по всій Сербії. Внаслідок землетрусу загинули дві людини. Окрім того, постраждало близько 50 осіб. Землетрус викликав порушення в подачі електрики і водопостачання.

### 2025
30 травня, о 12:39:59 UTC, у центральній частині Сербії стався невідчутний (за шкалою інтенсивності МSK-64) землетрус магнітудою 1,7 бала (за шкалою Ріхтера). Епіцентр землетрусу був поблизу міста Бор, що за 152 км від міста Белграда.